# Poa rajbhandarii
Poa rajbhandarii är en gräsart som beskrevs av Henry John Noltie. Poa rajbhandarii ingår i släktet gröen, och familjen gräs. Inga underarter finns listade i Catalogue of Life.